# Belleville-en-Caux
 Belleville-en-Caux  es una población y comuna francesa, en la región de Alta Normandía, departamento de Sena Marítimo, en el distrito de Dieppe y cantón de Tôtes.

## Demografía
| 185 | 210 | 261 | 305 | 330 | 357 |
| Para los censos de 1962 a 1999 la población legal corresponde a la población sin duplicidades (Fuente: INSEE [Consultar]) |     |     |     |     |     |